# Новокаховский речной порт
Новокаховский речной порт — предприятие отрасли речного транспорта, находится на левом берегу Днепра в городе Таврийске, примыкающем к городу Новая Каховка Херсонской области Украины. 

## История
Свою историю Новокаховский речной порт ведет с 1820 года, когда на Днепре была образована пристань Каховка. Пристань и город Каховка размещались на перекрестке торговых путей. В 1962 году Новокаховский речной порт получил свой современный статус, когда было завершено строительство нового порта в акватории Каховского судоходного шлюза. С 1993 года Новокаховский речной порт является открытым акционерным обществом. 
Новокаховский речной порт осуществляет перевалку транзитных грузов из регионов Украины.

## Технические параметры порта
Акватория Новокаховского речного порта включает верхний бьеф (рейд №1 — 40 тысяч м², рейд №2 — 15 тысяч м²) и нижний (150 тысяч м²).
Продолжительность навигации порта составляет 270 суток. Ледовый режим начинается с середины декабря, а заканчивается в середине марта. Преобладает ветер северо-восточных направлений. Максимальное волнение Днепра в районе порта — 2,1 м.
Длина причала — 1200 м., глубина у причала — 3,4-3,8 м.